# Ronny Ackermann
Ronny Ackermann (ur. 16 maja 1977 w Bad Salzungen) – niemiecki narciarz uprawiający kombinację norweską, trzykrotny medalista olimpijski, dziesięciokrotny medalista mistrzostw świata, srebrny medalista mistrzostw świata juniorów, trzykrotny zdobywca Pucharu Świata i Małej Kryształowej Kuli w klasyfikacji sprintu, a także zwycięzca Letniego Grand Prix w kombinacji norweskiej.

## Kariera
Przygodę ze sportem Ronny Ackermann rozpoczął w wieku pięciu lat, kiedy zaczął trenować biegi narciarskie. Już w 1984 roku zdecydował się jednak zmienić biegi na kombinację. Po raz pierwszy na arenie międzynarodowej pojawił się w sezonie 1994/1995 Pucharu Świata B. W zawodach tego cyklu startował do sezonu 1996/1997, w tym czasie dwukrotnie stając na podium: 3 grudnia 1995 roku w austriackim Ramsau wygrał zawody metodą Gundersena, a 8 stycznia 1997 roku w Johanngeorgenstadt w tej samej konkurencji zajął trzecie miejsce. Swój jedyny sukces w kategorii juniorów Ackermann osiągnął w 1997 roku, kiedy wraz z kolegami zdobył srebrny medal w konkursie drużynowym podczas mistrzostw świata juniorów w Canmore.
W Pucharze Świata zadebiutował 28 listopada 1997 roku w fińskim Rovaniemi, zajmując szóste miejsce w sprincie. Tym samym w swoim pucharowym debiucie od razu zdobył punkty. W sezonie 1997/1998 wystartował jeszcze pięciokrotnie, za każdym razem zdobywając punkty. Najlepszy wynik osiągnął 29 listopada w Rovaniemi, gdzie był czwarty w Gundersenie. W klasyfikacji generalnej dało mu to dwunasta pozycję. W lutym 1998 roku Niemiec brał udział w igrzyskach olimpijskich w Nagano, gdzie indywidualnie był dwunasty, a w zawodach drużynowych Niemcy z Ackermannem w składzie uplasowali się na szóstej pozycji. W kolejnym sezonie prezentował się słabiej i w efekcie zajął 23. miejsce w klasyfikacji generalnej. Na mistrzostwach świata w Ramsau w 1999 roku ponownie zajął szóste miejsce w zawodach drużynowych. Indywidualnie lepiej wypadł w sprincie, w którym był dziewiąty. W zawodach metodą Gundersena, z dużą stratą w biegu zajął dopiero 24. miejsce.
W lecie 1999 roku startował w drugiej edycji Letniego Grand Prix w kombinacji norweskiej. Ronny wygrał wszystkie trzy konkursy indywidualne i wyraźnie wyprzedził drugiego w klasyfikacji końcowej, swego rodaka Sebastiana Haseneya. Dobrą dyspozycję utrzymał także w zimowym sezonie 1999/2000, który ukończył na piątym miejscu. Już w pierwszych zawodach cyklu, 9 grudnia 1999 roku w Vuokatti, nie tylko po raz pierwszy stanął na podium zawodów pucharowych, ale od razu zwyciężył w konkursie metodą Gundersena. W pozostałej części sezonu jeszcze dziesięciokrotnie plasował się w czołowej dziesiątce, ale na podium stanął tylko raz: 5 lutego 2000 roku w Hakubie był trzeci w Gundersenie. Pierwszy sukces w kategorii seniorów osiągnął na mistrzostwach świata w Lahti w 2001 roku, gdzie wywalczył brązowy medal w sprincie, wyprzedzili go tylko jego rodak Marko Baacke oraz Fin Samppa Lajunen. Był ponadto czwarty w sztafecie, gdzie Niemcy przegrali walkę o brązowy medal z Finami, a w Gundersenie zajął 16. miejsce. Bardzo dobrze spisał się także w rywalizacji pucharowej sezonu 2000/2001. Równa, wysoka forma i sześć miejsc na podium dały mu drugie miejsce w klasyfikacji generalnej, za Felixem Gottwaldem z Austrii. Niemiec dwukrotnie zwyciężył: 5 stycznia w Reit im Winkl był najlepszy w sprincie, a 10 lutego 2001 roku w Libercu wygrał zawody metodą Gundersena. Zajął także drugie miejsce w klasyfikacji sprinterskiej.
Najważniejszym punktem sezonu 2001/2002 były igrzyska olimpijskie w Salt Lake City. Po skokach do sprintu Ronny zajmował drugą pozycję tracąc do prowadzącego Lajunena 15 sekund. Na trasie biegu Fin okazał się za szybki dla Niemca, jednak Ackermann skutecznie uciekł pozostałym rywalom i zdobył srebrny medal. W konkursie drużynowym wspólnie z Björnem Kircheisenem, Georgiem Hettichem i Marcelem Höhligiem zdobył swój drugi srebrny medal. Po skokach Niemcy zajmowali dopiero piątą pozycję, tracąc do prowadzących Finów blisko dwie minuty. Na trasie biegu byli jednak drugą najszybszą drużyną i dzięki temu wyprzedzili wszystkich oprócz Finów. Na mecie Niemcy stracili do zwycięzców tylko 7,5 sekundy, a trzecich Austriaków wyprzedzili o kolejne 3,5 sekundy. W zawodach metodą Gundersena skoki na odległość 125,5 oraz 128,5 metra dały mu piątą pozycję. Do biegu przystąpił ze stratą nieco ponad minuty. Na trasie biegu osiągnął jednak dopiero osiemnasty czas, co wystarczyło do zajęcia czwartego miejsca. W Pucharze Świata to właśnie w sezonie 2001/2002 osiągnął najlepsze wyniki. W żadnym ze startów nie plasował się poniżej siódmego miejsca, szesnastokrotnie stawał na podium, przy czym sześć razy zwyciężył. Wygrywał kolejno: 23 i 25 listopada w Kuopio, 18 grudnia w Steamboat Springs, 3 stycznia w Reit im Winkl, 8 stycznia w Libercu oraz 15 marca 2002 roku w Oslo. Dzięki tym wynikom zdobył Puchar Świata, wyprzedzając Gottwalda i Lajunena, dodatkowo zdobywając także Małą Kryształową Kulę za triumf w klasyfikacji sprintu.
Podwójne trofeum Pucharu Świata Ronny zgarnął także w sezonie 2002/2003. Dwunastokrotnie stawał na podium, tym razem odnosząc cztery zwycięstwa: 22 stycznia w Hakubie wygrał Gundersena, trzy dni później w Sapporo był najlepszy w starcie masowym, 9 marca w Oslo zwyciężył w sprincie, a 14 marca w Lahti wygrał kolejne zawody metodą Gundersena. W klasyfikacji generalnej zwyciężył z przewagą blisko 400 punktów nad Gottwaldem i trzecim Kircheisenem. Po raz drugi z rzędu zwyciężył także w klasyfikacji sprintu. mistrzostwa świata w Val di Fiemme w 2003 roku przyniosły mu kolejne trzy medale. W Gundersenie Niemiec zwyciężył w skokach i na trasę biegu wyruszył z przewagą 30 sekund. W biegu przewagę tę jeszcze powiększył i sięgnął po złoty medal. W konkursie skoków do sprintu uplasował się na drugim miejscu za Hettichem, do którego tracił przed biegiem tylko 9 sekund. Podczas biegu wyprzedził swego rodaka, jednak musiał uznać wyższość reprezentanta Stanów Zjednoczonych Johnny’ego SpilLane’a i ostatecznie zakończył rywalizację na drugiej pozycji. W zawodach drużynowych razem z Thorstenem Schmittem, Hettichem i Kircheisenem zdobył kolejny srebrny medal. Drugie miejsce Niemcy zajmowali już po skokach, tracąc 13 sekund do prowadzących Austriaków. Nie zdołali ich jednak wyprzedzić w biegu, na mecie meldując się ze stratą 12.6 sekundy.
Latem 2003 roku zajął trzecie miejsce w klasyfikacji szóstej edycji Letniego Grand Prix. W czterech konkurach raz stanął na podium - 29 sierpnia w Klingenthal zwyciężył w Gundersenie. W sezonie 2003/2004 na podium stawał dziewięć razy, z czego aż siedem razy na najwyższym stopniu. Wygrał cztery pierwsze konkursy cyklu: 29 i 30 listopada w Ruce, 6 grudnia w Trondheim i 12 grudnia w Val di Fiemme, a następnie zwyciężał 30 grudnia w Oberhofie, 22 lutego w Libercu oraz 29 lutego 2004 roku w Oslo. W klasyfikacji generalnej wyprzedził go jednak o ponad 200 punktów Fin Hannu Manninen. W klasyfikacji sprintu Ronny był trzeci za Manninenem oraz Lajunenem. Także w sezonie 2004/2005 był drugi w Pucharze Świata. Po raz kolejny bezkonkurencyjny okazał się Manninen, a Niemiec zarówno w klasyfikacji generalnej jak i sprinterskiej zajmował drugie miejsce. Na podium znalazł się trzynaście razy, zwyciężając 27 listopada w Ruce, 4 i 5 grudnia w Trondheim oraz 2 stycznia 2005 roku w Ruhpolding. mistrzostwa świata w Oberstdorfie w 2005 roku były najbardziej udana imprezą w jego karierze. Wygrał obie konkurencje indywidualne, przy czym w Gundersenie do biegu przystąpił z ósmego miejsca ze stratą blisko półtorej minuty, wyprzedzając na trasie wszystkich rywali. W sprincie po skokach był drugi za Finem Anssim Koivurantą, do którego tracił 24 sekundy. Po bardzo dobrym biegu wyprzedził Fina i na metę dotarł jako pierwszy, 11 sekund przed drugim na mecie Norwegiem Magnusem Moanem. W zawodach drużynowych wraz z Haseneyem, Hettichem i Kircheisenem ponownie zajął drugie miejsce. Po skokach prowadzili Norwegowie o 19 sekund przed Austriakami oraz 36 sekund przed Amerykanami. Niemcy znajdowali się na piątej pozycji ze stratą minuty i 26 sekund. W biegu kazali się jednak najszybsi i zdołali awansować aż na drugie miejsce. Na mecie Ackermann, który biegł na ostatniej zmianie w ekipie niemieckiej stracił do zwycięzców tylko 7,1 sekundy, a o zaledwie 0,3 sekundy wyprzedził Gottwalda, który kończył sztafetę Austrii.
W porównaniu z poprzednimi latami w sezonach 2005/2006 i 2006/2007 Ackermann osiągał przeciętne wyniki. Łącznie siedmiokrotnie stawał na podium, jednak ani razu nie wygrał. W klasyfikacji generalnej zajmował odpowiednio jedenastą i dziewiątą pozycję. W tym czasie wystartował na igrzyskach olimpijskich w Turynie w 2006 roku, gdzie indywidualnie był ósmy w sprincie, a w biegu metodą Gundersena zajął dopiero 18. miejsce. W sztafecie Niemcy w składzie Björn Kircheisen, Georg Hettich, Ronny Ackermann i Jens Gaiser powtórzyli sukces sprzed czterech lat i zdobyli srebrny medal. Reprezentacja Niemiec prowadziła po skokach, jednak przewaga 10 sekund nad drugimi Austriakami okazała się zbyt mała, by odnieść zwycięstwo. Austriacy stopniowo zmniejszali stratę, choć gdy Ackermann przekazywał sztafetę Gaiserowi Niemcy mieli jeszcze 20 sekund przewagi. Biegnący w ekipie austriackiej Mario Stecher wyprzedził Gaisera i to Austriacy zdobyli złoto o 15 sekund przed Niemcami. Trzecie miejsce wywalczyli reprezentanci Finlandii, tracąc do Niemców 11,5 sekundy. Na mistrzostwach świata w Sapporo w 2007 roku zdobył złoty medal w Gundersenie, chociaż po skokach był piąty. W biegu odrobił 34 sekundy straty i zwyciężył z przewagą 8,5 sekundy nad Amerykaninen Billem Demongiem, który był drugi. Także w sprincie konkurs skoków ukończył na piątej pozycji i do biegu przystąpił ze stratą 47 sekund. Dwie sekundy za nim na trasę wyruszył jeden z jego największych rywali - Hannu Manninen i to on okazał się najlepszy w tej konkurencji. Niemiec nie był w stanie wytrzymać tempa Fina i ukończył rywalizację na ósmej pozycji. W konkursie drużynowym Niemcy wywalczyli trzeci z rzędu srebrny medal w sztafecie. Wspólnie z Haseneyem, Kircheisenem i Tino Edelmannem plasowali się za Finami i Norwegami po konkursie skoków. W biegu wyprzedzili reprezentantów Norwegii, jednak Finów już nie dogonili. Na mecie stracili do zwycięzców nieco ponad 28 sekund.
Sezon 2007/2008 przyniósł Niemcowi trzecią Kryształową Kulę w karierze oraz trzecie zwycięstwo w klasyfikacji sprintu. Jedenaście razy stawał na podium, przy czym 30 listopada w Ruce i 12 stycznia w Val di Fiemme wygrał zawody metodą Gundersena, a 20 stycznia 2008 roku w Klingenthal był najlepszy w sprincie. W klasyfikacji generalnej wyprzedził o ponad 200 punktów Norwega Pettera Tande oraz Billa Demonga o ponad 270 punktów. W klasyfikacji sprinterskiej Niemiec odniósł minimalne zwycięstwo, wyprzedzając drugiego Francuza Jasona Lamy-Chappuis o zaledwie 4 punkty. Trzeci w tej klasyfikacji Bernhard Gruber z Austrii uzbierał tylko 11 punktów mniej od Ackermanna. Ronny wygrał także pierwsze zawody sezonu 2008/2009, 29 listopada 2008 roku w Ruce. Było to jednak nie tylko jego jedyne pucharowe podium w tym sezonie, ale także ostatnie w całej karierze. Jeszcze czterokrotnie plasował się w czołowej dziesiątce, ale także trzykrotnie nie ukończył zawodów. W klasyfikacji generalnej zajął 19. pozycję. Ostatni sukces osiągnął podczas mistrzostw świata w Libercu w 2009 roku, gdzie razem z Erikiem Frenzlem, Björnem Kircheisenem i Tino Edelmannem kolejny srebrny medal w sztafecie. Po skokach znajdowali się na czwartej pozycji i tracili do prowadzących Francuzów 17 sekund. Do odrabiania strat w ślad za Niemcami rzucili się także Japończycy i to między tymi dwoma reprezentacjami rozstrzygnęła się walka o pierwsze miejsce. W sprinterskim pojedynku między Edelmannem i Norihito Kobayashim na ostatnich metrach lepszy okazał się jednak Japończyk. Indywidualnie Ackermann w żadnej z trzech konkurencji nie znalazł się w czołowej dziesiątce.
W obliczu nadchodzących igrzysk olimpijskich w Vancouver występy Niemca w sezonie 2009/2010 zakończyły się całkowitą porażką. Ani razu nie znalazł się w czołowej dziesiątce, najlepszy wynik osiągając 17 stycznia 2010 roku w Chaux-Neuve, gdzie był osiemnasty w Gundersenie. Nie został włączony do kardy Niemiec na kanadyjskie igrzyska, a start w Chaux-Neuve był ostatnim w jego karierze. Pierwotnie zawiesił swoją karierę na czas nieokreślony, jednak w marcu 2011 roku ogłosił definitywne zakończenie kariery. W maju tego samego roku został włączony do kadry trenerskiej i pełni rolę asystenta. We wrześniu podjęto oficjalną decyzję, że po igrzyskach olimpijskich w Soczi zostanie głównym szkoleniowcem niemieckiej kadry w kombinacji norweskiej.
Łącznie w ciągu kariery 77 razy stawał na podium, z czego 28 razy zwyciężał, 25 razy był drugi, a 24 razy zajmował trzecie miejsce. W klasyfikacji wszech czasów jest drugi za Hannu Manninenem, zarówno pod względem zwycięstw jak i miejsc na podium. Jest także wielokrotnym medalistą mistrzostw kraju, w tym sześciokrotnie zdobywał złoto: w sprincie w latach 2000, 2001 i 2003 oraz w Gundersenie w latach 2001, 2002 i 2003. Został ponadto wybrany sportowcem roku w Niemczech w 2005 r. Za swe osiągnięcia został w 2003 r. nagrodzony medalem Holmenkollen wraz z austriackim kombinatorem norweskim Felixem Gottwaldem.

## Osiągnięcia

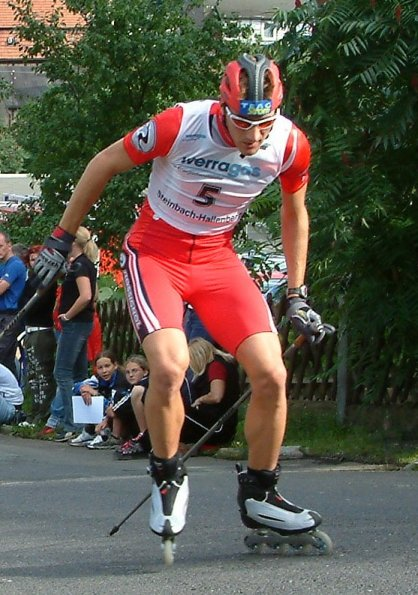
Ackermann podczas zawodów LGP w 2004 roku

### Igrzyska olimpijskie
| Miejsce | Dzień     | Rok  | Miejscowość    | Konkurencja           | Wynik zwycięzcy | Strata  | Zwycięzca        |
| ------- | --------- | ---- | -------------- | --------------------- | --------------- | ------- | ---------------- |
| 12.     | 14 lutego | 1998 | Nagano         | Gundersen K-90/15 km  | 41:21,1         | +2:31,8 | Bjarte Engen Vik |
| 6.      | 20 lutego | 1998 | Nagano         | Sztafeta K-90/4x5 km  | 54:11,5         | +2:10,5 | Norwegia         |
| 4.      | 9 lutego  | 2002 | Salt Lake City | Gundersen K-90/15 km  | 39:11,7         | +1:16,1 | Samppa Lajunen   |
| 2.      | 14 lutego | 2002 | Salt Lake City | Sztafeta K-90/4x5 km  | 48:42,2         | +7,5    | Finlandia        |
| 2.      | 21 lutego | 2002 | Salt Lake City | Sprint K-120/7,5 km   | 16:40,1         | +9,0    | Samppa Lajunen   |
| 18.     | 11 lutego | 2006 | Pragelato      | Gundersen HS106/15 km | 39:44,6         | +3:14,3 | Georg Hettich    |
| 2.      | 15 lutego | 2006 | Pragelato      | Sztafeta HS134/4x5 km | 49:52,6         | +15,3   | Austria          |
| 8.      | 21 lutego | 2006 | Pragelato      | Sprint HS134/7,5 km   | 18:29,0         | +38,7   | Felix Gottwald   |

### Mistrzostwa świata
| Miejsce | Dzień     | Rok  | Miejscowość   | Konkurencja              | Wynik zwycięzcy | Strata    | Zwycięzca        |
| ------- | --------- | ---- | ------------- | ------------------------ | --------------- | --------- | ---------------- |
| 49.     | 22 lutego | 1997 | Trondheim     | Gundersen K-90/15 km     | 43:43,1         | +2.20,6   | Kenji Ogiwara    |
| 24.     | 20 lutego | 1999 | Ramsau        | Gundersen K-90/15 km     | 37:04,8         | +5:11,4   | Bjarte Engen Vik |
| 6.      | 25 lutego | 1999 | Ramsau        | Sztafeta K-90/4x5 km     | 49:34,2         | +2:37,9   | Finlandia        |
| 9.      | 27 lutego | 1999 | Ramsau        | Sprint K-90/7,5 km       | 17:48,4         | +59,4     | Bjarte Engen Vik |
| 16.     | 15 lutego | 2001 | Lahti         | Gundersen K-90/15 km     | 39:26,7         | ?         | Bjarte Engen Vik |
| 4.      | 20 lutego | 2001 | Lahti         | Sztafeta K-90/4x5 km     | 48:54,1         | +53,5     | Norwegia         |
| 3.      | 24 lutego | 2001 | Lahti         | Sprint K-116/7,5 km      | 19:40,3         | +10,0     | Marko Baacke     |
| 1.      | 21 lutego | 2003 | Val di Fiemme | Gundersen K95/15 km      | 37:54,2         | -         | -                |
| 2.      | 24 lutego | 2003 | Val di Fiemme | Sztafeta K95/4x5 km      | 47:23,9         | +12,6     | Austria          |
| 2.      | 28 lutego | 2003 | Val di Fiemme | Sprint K120/7,5 km       | 18:47,8         | +1,3      | Johnny Spillane  |
| 1.      | 18 lutego | 2005 | Oberstdorf    | Gundersen HS100/15 km    | 38:56,2         | -         | -                |
| 2.      | 23 lutego | 2005 | Oberstdorf    | Sztafeta HS137/4x5 km    | 49:45,5         | +7,1      | Norwegia         |
| 1.      | 27 lutego | 2005 | Oberstdorf    | Sprint HS137/7,5 km      | 20:15,6         | -         | -                |
| 8.      | 23 lutego | 2007 | Sapporo       | Sprint HS134/7,5 km      | 17:40,2         | +58,6     | Hannu Manninen   |
| 2.      | 25 lutego | 2007 | Sapporo       | Sztafeta HS134/4x5 km    | 49:14,9         | +28,4     | Finlandia        |
| 1.      | 3 marca   | 2007 | Sapporo       | Gundersen HS100/15 km    | 38:35,6         | -         | -                |
| 18.     | 20 lutego | 2009 | Liberec       | Start masowy HS100/10 km | 276,0 pkt       | -41,8 pkt | Todd Lodwick     |
| 13.     | 22 lutego | 2009 | Liberec       | Gundersen HS100/10 km    | 24:22,3         | +1:52,3   | Todd Lodwick     |
| 2.      | 26 lutego | 2009 | Liberec       | Sztafeta HS134/4x5 km    | 48:32,3         | +0,0      | Japonia          |
| 21.     | 28 lutego | 2009 | Liberec       | Gundersen HS134/10 km    | 23:36,6         | +2:02,5   | Bill Demong      |

### Mistrzostwa świata juniorów
| Miejsce | Dzień     | Rok  | Miejscowość | Konkurencja          | Wynik zwycięzcy | Strata | Zwycięzca |
| ------- | --------- | ---- | ----------- | -------------------- | --------------- | ------ | --------- |
| 2.      | 14 lutego | 1997 | Canmore     | Sztafeta K-89/3x5 km | ?               | ?      | Francja   |

### Puchar Świata

#### Miejsca w klasyfikacji generalnej
- sezon 1997/1998: 12.
- sezon 1998/1999: 23.
- sezon 1999/2000: 5.
- sezon 2000/2001: 2.
- sezon 2001/2002: 1.
- sezon 2002/2003: 1.
- sezon 2003/2004: 2.
- sezon 2004/2005: 2.
- sezon 2005/2006: 11.
- sezon 2006/2007: 9.
- sezon 2007/2008: 1.
- sezon 2008/2009: 19.
- sezon 2009/2010: 49.

#### Miejsca na podium chronologicznie
| Nr  | Data              | Miejscowość         | Konkurencja              | Wynik zwycięzcy | Pozycja | Strata      | Zwycięzca        |
| --- | ----------------- | ------------------- | ------------------------ | --------------- | ------- | ----------- | ---------------- |
| 1.  | 9 grudnia 1999    | Vuokatti            | Gundersen K90/15 km      | ?               | 1.      | -           | -                |
| 2.  | 5 lutego 2000     | Hakuba              | Gundersen K120/15 km     | ?               | 3.      | ?           | Bjarte Engen Vik |
| 3.  | 2 grudnia 2000    | Kuopio              | Sprint K120/7.5 km       | ?               | 2.      | ?           | Felix Gottwald   |
| 4.  | 3 grudnia 2000    | Kuopio              | Start masowy K120/10 km  | ?               | 3.      | ?           | Felix Gottwald   |
| 5.  | 5 stycznia 2001   | Reit im Winkl       | Sprint K90/7.5 km        | ?               | 1.      | -           | -                |
| 6.  | 7 stycznia 2001   | Reit im Winkl       | Gundersen K90/15 km      | ?               | 3.      | ?           | Kristian Hammer  |
| 7.  | 19 stycznia 2001  | Park City           | Sprint K120/7.5 km       | ?               | 2.      | ?           | Felix Gottwald   |
| 8.  | 10 lutego 2001    | Liberec             | Gundersen K120/15 km     | ?               | 1.      | -           | -                |
| 9.  | 23 listopada 2001 | Kuopio              | Gundersen K120/15 km     | 42:44.0 min     | 1.      | -           | -                |
| 10. | 25 listopada 2001 | Kuopio              | Sprint K120/7.5 km       | 18:58.2 min     | 1.      | -           | -                |
| 11. | 7 grudnia 2001    | Zakopane            | Start masowy K120/10 km  | ?               | 2.      | ?           | Felix Gottwald   |
| 12. | 9 grudnia 2001    | Szczyrbskie Jezioro | Sprint K90/7.5 km        | 17:38.3 min     | 2.      | +2.4 s      | Samppa Lajunen   |
| 13. | 16 grudnia 2001   | Steamboat Springs   | Gundersen K90/15 km      | 42:00.8 min     | 3.      | +39.0 s     | Felix Gottwald   |
| 14. | 18 grudnia 2001   | Steamboat Springs   | Sprint K114/7.5 km       | 18:08.8 min     | 1.      | -           | -                |
| 15. | 29 grudnia 2001   | Oberwiesenthal      | Sprint K95/7.5 km        | 21:25.2 min     | 2.      | +13.4 s     | Felix Gottwald   |
| 16. | 3 stycznia 2002   | Reit im Winkl       | Sprint K90/7.5 km        | 18:57.4 min     | 1.      | -           | -                |
| 17. | 5 stycznia 2002   | Schonach            | Gundersen K90/15 km      | 43:28.7 min     | 3.      | +18.3 s     | Felix Gottwald   |
| 18. | 11 stycznia 2002  | Val di Fiemme       | Sprint K120/7.5 km       | 16:48.1 min     | 2.      | +32.0 s     | Felix Gottwald   |
| 19. | 18 stycznia 2002  | Liberec             | Gundersen K90/15 km      | 19:33.2 min     | 1.      | -           | -                |
| 20. | 1 marca 2002      | Lahti               | Gundersen K116/15 km     | 40:56.2 min     | 2.      | +10.9 s     | Samppa Lajunen   |
| 21. | 3 marca 2002      | Lahti               | Sprint K116/7.5 km       | 20:39.3 min     | 2.      | +23.6 s     | Samppa Lajunen   |
| 22. | 13 marca 2002     | Trondheim           | Sprint K120/7.5 km       | 19:03.1 min     | 2.      | +3.2 s      | Samppa Lajunen   |
| 23. | 15 marca 2002     | Oslo                | Gundersen K115/15 km     | 37:33.8 min     | 1.      | -           | -                |
| 24. | 16 marca 2002     | Oslo                | Sprint K115/7.5 km       | 18:38.8 min     | 3.      | +24.1 s     | Hannu Manninen   |
| 25. | 29 listopada 2002 | Ruka                | Sprint K120/7.5 km       | 22:21.5 min     | 2.      | +3.4 s      | Hannu Manninen   |
| 26. | 8 grudnia 2002    | Trondheim           | Sprint K120/7.5 km       | 18:45.5 min     | 2.      | +10.0 s     | Björn Kircheisen |
| 27. | 15 grudnia 2002   | Harrachov           | Sprint K90/7.5 km        | 16:15.2 min     | 3.      | +4.8 s      | Hannu Manninen   |
| 28. | 1 stycznia 2003   | Oberhof             | Sprint K120/7.5 km       | 20:52.3 min     | 2.      | +0.4 s      | Felix Gottwald   |
| 29. | 8 stycznia 2003   | Ramsau              | Sprint K90/7.5 km        | 18:25.9 min     | 2.      | +0.6 s      | Samppa Lajunen   |
| 30. | 12 stycznia 2003  | Chaux-Neuve         | Gundersen K90/15 km      | 42:41.6 min     | 2.      | +45.3 s     | Felix Gottwald   |
| 31. | 22 stycznia 2003  | Hakuba              | Sprint K120/7.5 km       | 20:35.2 min     | 1.      | -           | -                |
| 32. | 25 stycznia 2003  | Sapporo             | Start masowy K120/10 km  | 253.6 pkt       | 1.      | -           | -                |
| 33. | 8 marca 2003      | Oslo                | Sprint K115/7.5 km       | 19:05.5 min     | 2.      | +5.1 s      | Felix Gottwald   |
| 34. | 9 marca 2003      | Oslo                | Sprint K115/7.5 km       | 18:19.2 min     | 1.      | -           | -                |
| 35. | 14 marca 2003     | Lahti               | Gundersen K116/15 km     | 41:20.1 min     | 1.      | -           | -                |
| 36. | 15 marca 2003     | Lahti               | Sprint K116/7.5 km       | 19:53.4 min     | 3.      | +1.6 s      | Felix Gottwald   |
| 37. | 29 listopada 2003 | Ruka                | Gundersen K120/15 km     | 38:38.2 min     | 1.      | -           | -                |
| 38. | 30 listopada 2003 | Ruka                | Sprint K120/7.5 km       | 19:16.0 min     | 1.      | -           | -                |
| 39. | 6 grudnia 2003    | Trondheim           | Sprint K120/7.5 km       | 17:26.7 min     | 1.      | -           | -                |
| 40. | 12 grudnia 2003   | Val di Fiemme       | Gundersen K95/15 km      | 35:23.1 min     | 1.      | -           | -                |
| 41. | 30 grudnia 2003   | Oberhof             | Gundersen K120/15 km     | 36:02.2 min     | 1.      | -           | -                |
| 42. | 4 stycznia 2004   | Schonach            | Gundersen K90/15 km      | 34:29.5 min     | 2.      | +0.7 s      | Todd Lodwick     |
| 43. | 22 lutego 2004    | Liberec             | Gundersen K120/15 km     | 37:41.5 min     | 1.      | -           | -                |
| 44. | 28 lutego 2004    | Oslo                | Sprint K115/7.5 km       | 17:09.4 min     | 3.      | +15.6 s     | Hannu Manninen   |
| 45. | 29 lutego 2004    | Oslo                | Gundersen K115/15 km     | 37:16.0 min     | 1.      | -           | -                |
| 46. | 27 listopada 2004 | Ruka                | Gundersen HS142/15 km    | 35:55.1 min     | 1.      | -           | -                |
| 47. | 28 listopada 2004 | Ruka                | Sprint HS142/7.5 km      | 19:49.1 min     | 3.      | +45.9 s     | Hannu Manninen   |
| 48. | 4 grudnia 2004    | Trondheim           | Gundersen HS131/15 km    | 34:47.4 min     | 1.      | -           | -                |
| 49. | 5 grudnia 2004    | Trondheim           | Sprint HS131/7.5 km      | 17:39.6 min     | 1.      | -           | -                |
| 50. | 30 grudnia 2004   | Oberhof             | Gundersen HS140/15 km    | 41:25.3 min     | 2.      | +47.6 s     | Hannu Manninen   |
| 51. | 2 stycznia 2005   | Ruhpolding          | Sprint HS128/7.5 km      | 20:13.3 min     | 1.      | -           | -                |
| 52. | 8 stycznia 2005   | Seefeld             | Sprint HS100/7.5 km      | 19:57.8 min     | 2.      | +0.5 s      | Hannu Manninen   |
| 53. | 9 stycznia 2005   | Seefeld             | Gundersen HS100/15 km    | 35:33.0 min     | 3.      | +15.3 s     | Hannu Manninen   |
| 54. | 29 stycznia 2005  | Sapporo             | Start masowy HS134/10 km | 226.8 pkt       | 2.      | -2.9 pkt    | Hannu Manninen   |
| 55. | 4 marca 2005      | Lahti               | Sprint HS130/7.5 km      | 19:06.2 min     | 3.      | +22.3 s     | Hannu Manninen   |
| 56. | 5 marca 2005      | Lahti               | Gundersen HS130/15 km    | 40:45.0 min     | 2.      | +1.2 s      | Björn Kircheisen |
| 57. | 12 marca 2005     | Oslo                | Gundersen HS128/15 km    | 36:29.6 min     | 3.      | +28.8 s     | Magnus Moan      |
| 58. | 13 marca 2005     | Oslo                | Sprint HS128/7.5 km      | 18:04.3 min     | 3.      | +5.6 s      | Hannu Manninen   |
| 59. | 3 grudnia 2005    | Lillehammer         | Gundersen HS131/15 km    | 41:14.5 min     | 3.      | +1:22.2 min | Hannu Manninen   |
| 60. | 4 grudnia 2005    | Lillehammer         | Sprint HS131/7.5 km      | 19:47.5 min     | 3.      | +0.8 s      | Hannu Manninen   |
| 61. | 17 grudnia 2005   | Ramsau              | Start masowy HS100/10 km | 251.5 pkt       | 2.      | -10.5 pkt   | Petter Tande     |
| 62. | 30 grudnia 2005   | Oberhof             | Gundersen HS140/15 km    | 37:59.7 min     | 2.      | +7.2 s      | Hannu Manninen   |
| 63. | 3 stycznia 2006   | Ruhpolding          | Sprint HS128/7.5 km      | 20:23.6 min     | 2.      | +9.5 s      | Felix Gottwald   |
| 64. | 17 grudnia 2006   | Ramsau              | Sprint HS98/7.5 km       | 16:53.3 min     | 3.      | +1.2 s      | Magnus Moan      |
| 65. | 30 grudnia 2006   | Ruhpolding          | Gundersen HS128/15 km    | 35:58.1 min     | 3.      | +2.7 s      | Hannu Manninen   |
| 66. | 30 listopada 2007 | Ruka                | Gundersen HS142/15 km    | 40:54.8 min     | 1.      | -           | -                |
| 67. | 8 grudnia 2007    | Trondheim           | Gundersen HS131/15 km    | 38:54.9 min     | 3.      | +8.5 s      | Bill Demong      |
| 68. | 16 grudnia 2007   | Ramsau              | Sprint HS98/7.5 km       | 17:32.6 min     | 2.      | +3.1 s      | Björn Kircheisen |
| 69. | 6 stycznia 2008   | Schonach            | Gundersen HS96/15 km     | 39:19.7 min     | 3.      | +19.7 s     | Petter Tande     |
| 70. | 12 stycznia 2008  | Val di Fiemme       | Gundersen HS134/15 km    | 41:52.2 min     | 1.      | -           | -                |
| 71. | 20 stycznia 2008  | Klingenthal         | Start masowy HS140/10 km | 186.6 pkt       | 2.      | -3.2 pkt    | Eric Frenzel     |
| 72. | 20 stycznia 2008  | Klingenthal         | Sprint HS140/7.5 km      | 18:45.9 min     | 1.      | -           | -                |
| 73. | 26 stycznia 2008  | Seefeld             | Sprint HS100/7.5 km      | 19:33.9 min     | 3.      | +7.2 s      | Christoph Bieler |
| 74. | 16 lutego 2008    | Liberec             | Start masowy HS134/10 km | 250.8 pkt       | 3.      | -12.5 pkt   | Petter Tande     |
| 75. | 29 lutego 2008    | Lahti               | Gundersen HS130/15 km    | 37:11.9 min     | 3.      | +29.9 s     | Petter Tande     |
| 76. | 8 marca 2008      | Oslo                | Gundersen HS128/15 km    | 39:33.1 min     | 3.      | +40.2 s     | Bernhard Gruber  |
| 77. | 29 listopada 2008 | Ruka                | Gundersen HS142/10 km    | 27:31.1 min     | 1.      | -           | -                |

### Puchar Kontynentalny

#### Miejsca w klasyfikacji generalnej
- sezon 1994/1995: 37.
- sezon 1995/1996: 26.
- sezon 1996/1997: 36.

#### Miejsca na podium chronologicznie
| Nr | Data            | Miejscowość        | Konkurencja          | Wynik zwycięzcy | Pozycja | Strata | Zwycięzca      |
| -- | --------------- | ------------------ | -------------------- | --------------- | ------- | ------ | -------------- |
| 1. | 3 grudnia 1995  | Ramsau             | Gundersen K120/15 km | ?               | 1.      | -      | -              |
| 2. | 8 stycznia 1997 | Johanngeorgenstadt | Sprint K75/7.5 km    | ?               | 3.      | ?      | Marco Zarucchi |

### Letnie Grand Prix

#### Miejsca w klasyfikacji generalnej
- 1999: 1.
- 2000: 12.
- 2001: 10.
- 2002: 19.
- 2003: 3.
- 2004: 4.
- 2005: 17.
- 2006: 11.
- 2007: 12.
- 2009: 29.

#### Miejsca na podium chronologicznie
| Nr | Data             | Miejscowość | Konkurencja              | Wynik zwycięzcy | Pozycja | Strata   | Zwycięzca        |
| -- | ---------------- | ----------- | ------------------------ | --------------- | ------- | -------- | ---------------- |
| 1. | 22 sierpnia 1999 | Wernigerode | Start masowy K63/10 km   | ?               | 1.      | -        | -                |
| 2. | 25 sierpnia 1999 | Oberhof     | Sprint K120/5 km         | ?               | 1.      | -        | -                |
| 3. | 28 sierpnia 1999 | Klingenthal | Gundersen K120/15 km     | ?               | 1.      | -        | -                |
| 4. | 26 sierpnia 2001 | Oberhof     | Sprint K120/9 km         | ?               | 1.      | -        | -                |
| 5. | 3 września 2001  | Ramsau      | Gundersen K90/15 km      | ?               | 3.      | + 43.1 s | Mario Stecher    |
| 6. | 29 sierpnia 2003 | Klingenthal | Gundersen K80/15 km      | ?               | 1.      | -        | -                |
| 7. | 29 sierpnia 2004 | Steinbach   | Sprint HS140/9 km        | ?               | 2.      | +9.7 s   | Christoph Bieler |
| 8. | 27 sierpnia 2006 | Klingenthal | Start masowy HS140/10 km | 246.7 pkt       | 2.      | -8.9 pkt | Björn Kircheisen |